# 京丹後市立久美浜中学校
京丹後市立久美浜中学校（きょうたんごしりつ くみはまちゅうがっこう）は、京都府京丹後市久美浜町にある公立中学校。2013年（平成25年）4月に開校した。
2013年3月に〈旧〉京丹後市立久美浜中学校と京丹後市立高龍中学校が統合され、2013年4月に〈新〉京丹後市立久美浜中学校が開校した。〈新〉久美浜中学校は旧・久美浜町唯一の中学校である。2015年度（平成27年度）の生徒数は240人。京都府最西端の中学校である。

## 部活動
久美浜湾には久美浜湾カヌーレーシング場（久美浜湾カヌー競技場）があり、久美浜中学校には京都府の中学校としては珍しくカヌー部がある。2012年（平成24年）7月に山形県で開催されたJOCジュニアオリンピックカップでは、全国中学生カヌー大会男子カヤックシングルの部とカヤックペアの部で優勝した。2016年（平成28年）7月に山形県の月山湖カヌースプリント競技場で開催されたJOCジュニアオリンピックカップには、久美浜中学校から11人が出場した。

## 沿革

### 〈旧〉久美浜中学校
- 1947年（昭和22年） - 久美浜町久美谷村組合立久美中学校が開校[2]。なお同時に神野村田村組合立松江中学校と湊村立湊中学校も開校している[2]。
- 1949年（昭和24年） - 3中学校を廃止し、久美浜町・久美谷村・神野村・田村・湊村の5ヶ町村組合立久美浜中学校が開校[2]。久美浜中学校湊分校が発足[2]。
- 1955年（昭和30年） - 町村合併で新たに久美浜町が発足したことで久美浜町立久美浜中学校に改称[2]。
- 1983年（昭和58年） - 久美浜中学校湊分校が廃止[2]。
- 2004年（平成16年）4月1日 - 町村合併で京丹後市が発足したことで京丹後市立久美浜中学校へ改称[2]。
- 2013年（平成25年）3月31日 - 閉校[2]。

### 高龍中学校
- 1947年（昭和22年） - 組合立熊野第一中学校と組合立佐濃中学校が開校[2]。
- 1949年（昭和24年） - 2中学校を廃止し、久美浜町立高龍中学校が開校[2]。
- 1955年（昭和30年） - 町村合併により久美浜町佐濃村組合立高龍中学校に改称[2]。
- 1958年（昭和33年） - 町村合併により久美浜町立高龍中学校に改称[2]。
- 2004年（平成16年）4月1日 - 町村合併で京丹後市が発足したことで京丹後市立高龍中学校へ改称[2]。
- 2013年（平成25年）3月31日 - 閉校[2]。

### 〈新〉久美浜中学校
- 2013年（平成25年）4月1日 - 〈旧〉久美浜中学校と高龍中学校を統合して〈新〉京丹後市立久美浜中学校が開校[2]。

## 校区
- 京丹後市立久美浜小学校[3]
- 京丹後市立高龍小学校[3]
- 京丹後市立かぶと山小学校[3]

## 交通アクセス
- 京都丹後鉄道宮津線久美浜駅下車

## 校区が隣接している学校
- 京丹後市立網野中学校
- 京丹後市立峰山中学校

以下は兵庫県。
- 豊岡市立但東中学校
- 豊岡市立出石中学校
- 豊岡市立豊岡南中学校
- 豊岡市立港中学校